# Silver & Gold (Spiel)
Silver & Gold ist ein Kartenspiel des australischen Spieleautors Phil Walker-Harding, das 2019 beim Nürnberger-Spielkarten-Verlag (NSV) erschienen ist. Bei dem Spiel geht es darum, auf Schatzkarten möglichst viele Felder abzukreuzen und dadurch Punkte zu bekommen.

## Thema und Ausstattung
Bei Silver & Gold handelt es sich um ein Spiel, bei dem die Spieler auf vor ihnen liegenden Karten durch vorgegebene Symbolkarten möglichst viele Felder abzukreuzen und damit Punkte zu machen. Thematisch geht es dabei um eine Schatzsuche, bei der die Spieler nach wertvollen Schätzen suchen.
Das Spielmaterial besteht neben einer Spielanleitung aus 47 Schatzkarten mit jeweils 8, 10, 12 oder 14 Feldern in vier Farben (grau, grün, orange, lila). Auf den Karten befinden sich Inseln mit Feldern, die abgekreuzt werden müssen. Entsprechend der Größe der Inseln geben sie bei Erfüllung Punkte, zudem können auf ihnen Bedingungen für Bonuspunkte angegeben sein. Hinzu kommen 8 Expeditionskarten, auf denen Anordnungen für 2 bis 4 Felder angegeben sind, nach denen auf den Schatzkarten angekreuzt werden kann. Als weiteres Material sind vier abwaschbare Stifte, vier Wertungskarten und eine Rundenkarte enthalten.

## Spielweise
Zu Beginn des Spiels bekommt jeder Mitspieler jeweils eine Wertungskarte und einen Stift, die Rundenkarte wird in die Tischmitte gelegt. Von den Schatzkarten werden an jeden Spieler vier Karten verteilt, von denen sich dieser je zwei Karten aussucht und offen vor sich auslegt, die restlichen Schatzkarten werden gemischt und als Nachziehstapel in die Tischmitte gelegt. Von diesem werden vier Karten abgenommen und als offene Auslage bereit gelegt. Die Expeditionskarten werden ebenfalls gemischt und als verdeckter Stapel in die Tischmitte gelegt.
Das Spiel wird über vier Runden gespielt, in denen jeweils sieben der acht Expeditionskarten aufgedeckt werden. Nach jeder Runde wird auf der Rundenkarte eine Rund abgekreuzt. Beginnend mit einem Startspieler decken die Spieler nacheinander je eine Expeditionskarte auf. Die Anordnung der Felder gibt an, wie die Spieler nun auf einer ihrer Schatzkarten Felder abkreuzen können, dabei darf die Expeditionskarte gedreht und auch gespiegelt werden. Kann oder will ein Spieler diese nicht nutzen, muss er ein beliebiges einzelnes Feld auf seiner Karte abkreuzen.
Auf den Schatzkarten befinden sich verschiedene Felder, die beim Abkreuzen unterschiedlich behandelt werden:
- kreuzt ein Spieler auf seiner Karte eine Münze ab, kann er auf seiner eigenen Wertungskarte ebenfalls eine Münze abkreuzen.
- kreuzt ein Spieler eine Palme ab, trägt er diese plus die Summe der in der offenen Auslage liegenden Palmensymbole auf seiner Wertungskarte als Siegpunkte ein.
- kreuzt ein Spieler ein rotes × ab, muss er sofort ein beliebiges weiteres Feld auf einer seiner Karten abkreuzen.

Nach dem Abkreuzen wird kontrolliert, ob ein Spieler eine Viererreihe Münzen oder eine Schatzkarte vollständig ausgefüllt hat:
1. Bei jeweils vier Münzen bekommt er einen Pokal, dessen Wert er der Rundenkarte entnimmt. Dort wird jeweils der höchste Wert genommen und durchgestrichen, spätere Pokale sind entsprechend weniger wert. Dabei wird immer in der Spielerreihenfolge beginnend mit dem Startspieler ausgewertet.
2. wenn ein Spieler eine Schatzkarte vollständig abgekreuzt hat, legt er diese zur Seite auf seinen Wertungsstapel. Danach nimmt er sich eine neue Karte der offenen Auslage. Auch hier startet die Auswahl mit dem Startspieler in Spielerreihenfolge.

Immer wenn sieben der acht Expeditionskarten aufgedeckt sind, endet eine Runde und wird entsprechend auf der Rundenkarte abgekreuzt. Danach werden alle achte Karten neu gemischt und ein neuer Startspieler deckt die erste Karte auf. Alle Spieler behalten dabei ihre aktuellen Schatzkarten und spielen mit diesen weiter.
Die Endauswertung erfolgt nach der vierten Runde. Alle Spieler addieren auf ihrer Wertungskarte jeweils die Punkte für ihre Münzen bzw. Pokale, ihre Palmen und ihre erfüllten Schatzkarten, wobei sie die Boni dazurechnen. Zudem bekommen sie noch jeweils einen Punkt pro erspielter Münze. Gewinner ist der Spieler, der die meisten Gesamtpunkte erspielt hat.

## Versionen und Rezeption
Das Spiel Silver & Gold wurde von dem australischen Spieleautor Phil Walker-Harding entwickelt und erschien 2019 zur Nürnberger Spielwarenmesse beim Nürnberger-Spielkarten-Verlag (NSV) in einer multilingualen und einer deutschen Version. Zudem erschien das Spiel auf Englisch bei Pandasaurus Games sowie auf Niederländisch bei White Goblin Games.

## Belege
1. 1 2 3 4 5 6 7  Spieleanleitung Silver & Gold, Nürnberger-Spielkarten-Verlag 2019
2. ↑  Silver & Gold, Versionen bei BoardGameGeek. Abgerufen am 8. September 2019.